# Bolesław Feliks Stachoń
Bolesław Feliks Stachoń (ur. 18 maja 1897 w Woli Wadowskiej, zm. 4 lipca 1941 nad Holandią) – pułkownik pilot Wojska Polskiego i Polskich Sił Powietrznych w Wielkiej Brytanii, pośmiertnie mianowany na stopień generała brygady, kawaler Orderu Virtuti Militari.

## Życiorys
Urodził się 18 maja 1897 w majątku Kądzielnia we wsi Wola Wadowska, w rodzinie Wojciecha i Honoraty z Dobrowolskich. Był bratem: Stefanii (ur. 1894), Karoliny Stachoń-Weit (1895–1987), Władysława (1902–1977) i Marii (1918–1922). Jego dziadek Jakub Dobrowolski pełnił obowiązki kasjera miejskiego Ropczyc, a następnie wiceburmistrza (od 1878) i burmistrza Ropczyc (1892–1895).
Uczęszczał do Gimnazjum Klasycznego w Dębicy, w którym w 1915 zdał maturę. Działał w dębickiej Drużynie Strzeleckiej. Następnie ukończył studia na Wydziale Budowy Maszyn Politechniki Lwowskiej. 
W czasie I wojny światowej wcielony 15 października 1915 do cesarsko-królewskiej Obrony Krajowej, służył w 17 Pułku Piechoty Obrony Krajowej. Po ukończeniu szkoły oficerskiej piechoty w Lubaczowie (marzec 1916) skierowany na front włoski w składzie 33 Pułku Piechoty Obrony Krajowej, który w następnym roku został przemianowany na Pułk Strzelców Nr 33. W maju 1918 ukończył kurs karabinów maszynowych w Trebinie i otrzymał nominację na stopień podporucznika ze starszeństwem z 1 listopada 1917. Powrócił do kraju i od 8 listopada 1918 dowodził kompanią Karabinów Maszynowych Baonu Zapasowego „Ziemi Ropczyckiej”, z którą dotarł do Przemyśla.
Od listopada 1918 do grudnia 1919 dowodził kompanią i batalionem w Pułku Ziemi Ropczyckiej, a następnie w 37 pułku piechoty Ziemi Łęczyckiej. 25 lutego 1920 został warunkowo (do czasu zakończenia prac Komisji Weryfikacyjnej) mianowany z dniem 1 grudnia 1919 na stopień porucznika w piechocie. Uczestniczył w wojnie polsko-ukraińskiej i polsko-bolszewickiej. Walczył w wyprawie kijowskiej i bitwie warszawskiej. Szczególnie zasłużył się w walkach na froncie ukraińskim, za które został później odznaczony Orderem Virtuti Militari.
Ranny pod Płońskiem 18 sierpnia. 20 września, po wyleczeniu, został przydzielony do batalionu zapasowego 37 pułku piechoty na stanowisko dowódcy kompanii karabinów maszynowych. 30 listopada tego roku został urlopowany celem ukończenia studiów. 1 sierpnia 1921, na własną prośbę, wrócił do służby w baonie zapasowym 37 pp. 27 października tego roku został odkomenderowany na kurs dowódców batalionów w Głównym Centrum Wyszkolenia Piechoty w Rembertowie. 3 maja 1922 został zweryfikowany w stopniu kapitana ze starszeństwem z 1 czerwca 1919 roku i 1541. lokatą w korpusie oficerów piechoty, a jego oddziałem macierzystym był wówczas 72 pułk piechoty w Radomiu. W tym samym roku ukończył Niższą Szkołę Pilotażu w Bydgoszczy i Wyższą Szkołę Pilotów w Grudziądzu. W 12 stycznia 1923 przejął po kpt. Władysławie Kalkusie dowództwo nad 6 Eskadrą Wywiadowczą. Od grudnia 1923 do 15 lipca 1924 pracował w Departamencie IV MSWojsk. W sierpniu tego roku przekazał dowództwo eskadry kpt. obs. Zygmuntowi Pistlowi i przeniesiony został do Centralnych Zakładów Lotniczych w Warszawie na stanowisko oblatywacza. W latach 1925–1926 był pilotem doświadczalnym w Polskiej Misji Zakupów w Paryżu. Następnie zajmował stanowiska komendanta parku lotniczego w 11 Pułku Myśliwskim w Lidzie i 6 Pułku Lotniczym we Lwowie. 12 kwietnia 1927 został mianowany na stopień majora ze starszeństwem z 1 stycznia 1927 i 6. lokatą w korpusie oficerów lotnictwa. Z dniem 30 czerwca tego roku, na własną prośbę, został przeniesiony do rezerwy. 24 sierpnia 1927 roku zarządzenie Prezydenta RP o przeniesieniu go do rezerwy zostało unieważnione. W latach 1928–1929 był szefem pilotażu w Centralnej Szkole Podoficerów Pilotów Lotnictwa w Bydgoszczy, a w latach 1929–1932 komendantem Lotniczej Szkoły Strzelania i Bombardowania w Grudziądzu. Z dniem 7 stycznia 1930 został przydzielony na trzymiesięczny kurs oficerów sztabowych lotnictwa przy Wyższej Szkole Wojennej.
W październiku 1931 ukończył kurs szybowcowy, a we wrześniu 1932 uzyskał kategorię C pilota szybowcowego w Bezmiechowej. Uczestniczył w tworzeniu szybownictwa w Polsce: współorganizował Wojskowy Obóz Szybowcowy w Ustjanowej i pełnił tam funkcję komendanta I Kursu Szybowcowego (czerwiec 1934), przetłumaczył niemiecki podręcznik, „Praktyczny podręcznik pilota szybowcowego” (E. Bachema), był to pierwszy tego typu podręcznik wydany w Polsce.
5 marca 1934 został awansowany na stopień podpułkownika ze starszeństwem z 1 stycznia 1934 i 4. lokatą w korpusie oficerów aeronautyki. 18 stycznia 1936 został zwolniony ze stanowiska komendanta szkoły i oddany do dyspozycji dowódcy 3 Grupy Aeronautycznej z równoczesnym skierowaniem do Moskwy w charakterze szefa misji lotniczej. Od 5 maja 1936 do sierpnia 1939 dowodził 4 Pułkiem Lotniczym w Toruniu. W międzyczasie ukończył kurs informacyjny w Centrum Wyszkolenia Piechoty w Rembertowie (19–31 października 1936) oraz I Kurs Wyższej Szkoły Lotniczej w Warszawie (1 listopada 1936 – 3 listopada 1937). Na stopień pułkownika został mianowany ze starszeństwem z dniem 19 marca 1939 i 2. lokatą w korpusie oficerów lotnictwa, grupa liniowa.

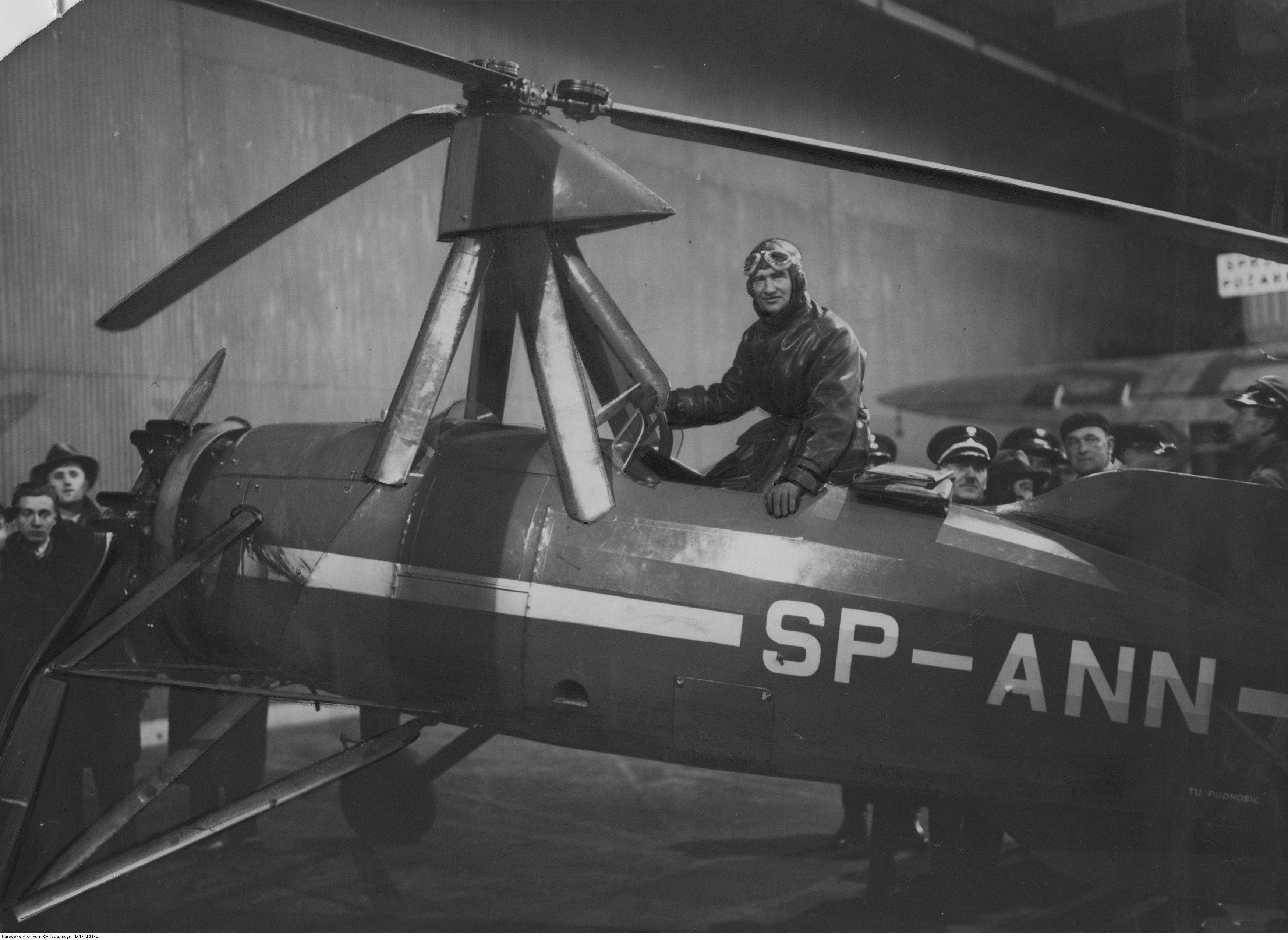
Pierwsze w Polsce autożyro Cierva C.30 znak SP-ANN pilotowane przez płk. Bolesława Stachonia.

W latach 1936–1939 był członkiem Aeroklubu Pomorskiego. Był pilotem bardzo wszechstronnym, od lekkich maszyn turystycznych i szybowców, przez samoloty obserwacyjne, liniowe, do myśliwców i wielosilnikowych bombowców. Był pierwszym w Polsce pilotem wiropłata, sprowadzając lotem z Anglii do Polski zakupiony wiatrakowiec Cierva C.30A i lądując po trudnym przelocie (w warunkach zimowych) w Warszawie 10 grudnia 1934.
W kampanii wrześniowej 1939 dowodził lotnictwem i obroną przeciwlotniczą Armii „Pomorze”. Ewakuował się do Rumunii. W ambasadzie RP w Bukareszcie kierował (październik – listopad) akcją przerzutu polskich lotników do Francji. Wstąpił do Polskich Sił Powietrznych, otrzymał numer służbowy RAF 76608. 18 grudnia 1939 objął dowództwo nad Obozem Lotnictwa Polskiego w Eastchurch w Wielkiej Brytanii, 1 lipca 1940 został przeniesiony na stanowisko komendanta stacji RAF w Bramcote. Był również komendantem polskiej Stacji Lotniczej w Swinderby. Na własną prośbę przeszedł do służby w linii i po przeszkoleniu na samolotach „Wellington” latał jako drugi pilot w 301 Dywizjonie Bombowym. Zginął 4 lipca 1941 podczas lotu na bombardowanie Bremy. Jego samolot zestrzeliły myśliwce niemieckie k. Absen w Holandii. Reszta załogi uratowała się i dostała do niewoli. Został pochowany na cmentarzu Exloermond Odoorn Drenthe (grób 1, rząd 4, działka płd.-wsch.). W 1962 prochy pułkownika spoczęły na cmentarzu wojskowym w Bredzie w Holandii.
Generał broni Władysław Anders mianował go pośmiertnie na stopień generała brygady ze starszeństwem z dniem 1 stycznia 1964.
Bolesław Feliks Stachoń był żonaty z Jadwigą Marią z Konopińskich, z którą miał syna Zygmunta (ur. 14 października 1927).

## Ordery i odznaczenia
- Krzyż Srebrny Orderu Wojskowego Virtuti Militari nr 4505 (18 września 1921)[4][26][27]
- Krzyż Kawalerski Orderu Odrodzenia Polski (10 listopada 1938)[28][29]
- Krzyż Walecznych (1921 - „za czyny męstwa i odwagi wykazane w bojach toczonych w latach 1918–1921”)[30][31]
- Krzyż Walecznych („za czyny męstwa i odwagi wykazane w wojnie rozpoczętej 1 września 1939 roku”)[32] [a]
- Medal Lotniczy[32]
- Złoty Krzyż Zasługi (10 listopada 1928)[33][31]
- Medal Pamiątkowy za Wojnę 1918–1921
- Medal Dziesięciolecia Odzyskanej Niepodległości
- Polowy Znak Pilota
- Odznaka za Rany i Kontuzje[34]
- Krzyż Kawalerski I Klasy Orderu Miecza (Szwecja, 19 marca 1935)[35][36]
- Krzyż Oficerski Orderu Legii Honorowej (Francja)[34]
- łotewska Odznaka Lotnicza (1929)[37]
- rumuńska Odznaka Pilota (1929)[37]
- francuska Odznaka Pilota

## Upamiętnienie
Jego imię nadano Szkole Podstawowej w Woli Wadowskiej.